# Presídio de São Francisco
O Presídio de São Francisco (originalmente El Presidio Real de San Francisco ou Royal Presidio of San Francisco) mais conhecido como The Presidio, é um parque situado na extremidade norte da Península de São Francisco, em São Francisco, Califórnia. Atualmente, é operado pelo National Park Service dos Estados Unidos como parte da Golden Gate National Recreation Area.
O presídio foi designado, em 15 de outubro de 1966, um edifício do Registro Nacional de Lugares Históricos bem como, em 13 de junho de 1962, um Marco Histórico Nacional. Em 29 de março de 1933 foi designado um Marco Histórico da Califórnia.

## Galeria de imagens

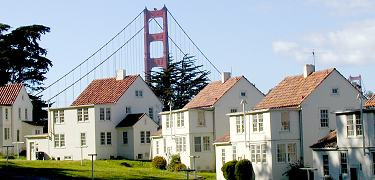
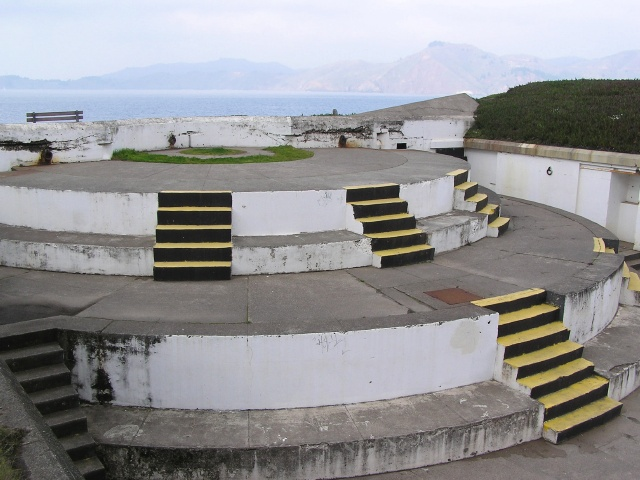
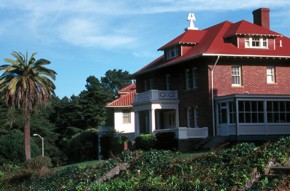

## História
O Presídio foi originalmente um forte espanhol cujo local aonde tal forte seria construído foi descoberto pela expedição de Juan Bautista de Anza em 28 de março de 1776, e construído subseqüentemente por um destacamento liderado por José Joaquín Moraga, ainda naquele ano. O Exército Americano capturou o forte em 1846, durante a guerra Mexicano-Americana, sendo oficialmente aberto, pelos EUA, no final da guerra, em 1848, e tornando-se sede de várias unidades militares. Vários generais famosos se instalaram no forte, como: William Sherman, George Henry Thomas e John Pershing.
Durante longa data, o Fort Point, dentro do parque Presídio, esteve envolvido em vários combates militares do Pacífico. Foi centro de defesa do oeste Norte-americano durante a Segunda Guerra Mundial. Até o seu encerramento em 1995, o Presídio foi a base militar que ficou mais tempo sendo operada continuamente nos Estados Unidos.
Ao longo da década de 1890, o Presidio foi sede do Hospital Militar Letterman, que recebeu esse nome em 1911, em homenagem a Jonathan Letterman, diretor médico do Exército de Potomac durante a Guerra Civil Americana.

## Preservação
Crissy Field, um campo de pouso extinto localizado junto ao Presidio, passou por uma grande restauração e hoje serve de área de recreação ao público. A área é limitada pela Marina de São Francisco a leste e pela Ponte Golden Gate a oeste.
O parque possui um grande número de construções (aproximadamente 800), muitas delas históricas. Em 2004 cerca de 50% das construções do parque foram restauradas e parcialmente remodeladas.
O Presídio de São Francisco é o único parque nacional estadunidense que conta com um programa de alugueres residenciais extensivo.

## Cultura popular
- No universo fictício da série Star Trek, o presídio é a sede da Academia da Frota Estelar.
- The Presidio, um filme de ação de 1988, com Sean Connery---mas trata-se da antiga prisão na Ilha de Alcatraz, na Baía de São Francisco.
- Em 2004 o filme dos Metallica, Some Kind of Monster, os membros da banda iniciaram gravando o seu novo álbum no Presidio.